# Newsリアルタイムふくい
『Newsリアルタイムふくい』（ニュースリアルタイムふくい）は、2006年4月3日から2010年3月26日まで福井放送（FBCテレビ）で放送されていた平日夕方のローカルニュース番組（『NNN Newsリアルタイム』の福井県ローカルパート）。通称は『リアルタイムふくい』。
基本的に前番組『夕方いちばんプラス1』を踏襲しており、同年5月1日からは全編がHDで制作されていた。2007年10月1日以降、月曜日から木曜日までは17時台を『おじゃまっテレ』に分割し、本番組は18時台のローカルニュース番組となっていた。

## 放送時間
| 期間      | 期間      | 放送時間（日本時間）      | 放送時間（日本時間）       |
| 期間      | 期間      | 月曜日 - 木曜日           | 金曜日                     |
| --------- | --------- | ------------------------- | -------------------------- |
| 2006.4.3  | 2007.3.30 | 16:54 - 19:00（2時間7分） | 16:54 - 19:00（2時間7分）  |
| 2007.4.2  | 2007.9.28 | 16:54 - 19:00（2時間7分） | 16:48 - 19:00（2時間12分） |
| 2007.10.1 | 2009.3.26 | 17:50 - 18:55（65分）     | （放送無し）               |
| 2009.3.30 | 2010.3.27 | 17:50 - 18:55（65分）     | 17:50 - 18:55（65分）      |

## 番組の歴史
- 2006年4月3日：『リアルタイムふくい』スタート。
- 2006年5月1日：地上デジタル放送開始のため放送時間を30分繰り上げてスペシャル番組として放送。
- 2006年7月7日：『リアルタイムふくい』になって初めての、17:25開始の短縮放送。
- 2006年7月14日：『リアルタイムふくい』の中でハプニングが多くあった。
- 2006年10月9日 - 10月13日：ピントン体操誕生記念としてパネルマッチのオールマイティーのピントンがゴールドピントンになる。
- 2006年12月18日より『リアルタイムふくい』の新番宣CMが放送される（キャスターの笛吹と森本が出演する）。
- 2006年12月25日 - 2006年12月28日：放送時間が短縮（月曜日には18:40、火曜日 - 木曜日には18:30に終了）
- 2006年12月28日：『ふくいこの一年』を放送。
- 2007年4月6日：金曜日のみ放送時間が拡大し、16:48（正確には16:47:45）スタートになる。
- 2007年7月31日：福井駅前中継でハプニングがあった（携帯用カセットコンロに穴が開いていてそこからガスが漏れ、駅構内でガス臭がする騒ぎとなった）。
- 2007年9月28日：『おじゃまっテレFRIDAY』開始により、金曜日の放送を一旦終了させる。
- 2007年10月1日：番組リニューアルにつき、月曜日 - 木曜日18時台のみの放送となる。
- 2009年4月3日：『おじゃまっテレ』の放送時間全曜日共通に伴い、金曜日の放送が復活。
- 2009年9月28日：『リアルタイム』のテーマカラーが変更に伴い、福井でも青から金色に変更。
- 2010年3月26日：『リアルタイム』終了により、『リアルタイムふくい』も終了。

## タイムテーブル（番組終了時点）
※太字は、日本テレビからの放送
- 17:50 NNN Newsリアルタイム（全国ニュース）
- 18:16 ヘッドライン・オープニング・ニュース
- 18:24 特集
- 18:30 ニュース
- 18:36 リアルSPORTS
- 18:42 リアルFLash
- 18:45 天気予報
- 18:50 今日の話題・ニュースのおさらい・エンディング

## 出演者

### キャスター
- 伊藤裕樹（2代目男性キャスター）
- 東海佳奈子（5代目女性キャスター・2009年4月より、鈴木キャスターに代わる新キャスター）
- 天気キャスター　
  - 中山裕子
  - 佐々木愛

### ピンチヒッター
- 山田恵梨子

### 過去の出演者
- 17時台キャスター：粕谷康太郎・森本茂樹（代理出演時）・鈴木沙和子（月曜日・火曜日）・中嶋智子（水曜日 - 金曜日）
- 18時台キャスター：大島さやか（初代女性）・ 山田恵梨子（2代目女性）・江守美穂（3代目女性）・森本茂樹・鈴木沙和子（4代目女性）
- 中継・天気：つっちー（全曜日）・鶴渕さやか・堀内くみ子・吉川圭一
- MINIさわのらんらん♪Ranking：鈴木沙和子
- げんき米プロジェクト：川島秀成

## 備考
- 2007年4月2日から始まった「HEADLINE」は、音楽は『リアルタイム』17時台オープニング後の音を、表示は『プラス1』のものを使用している（『プラス1』のここで使われている表示は、過去に『夕方いちばんプラス1』では使われたことがないもの）。
- 2007年10月に副調整室のHD化が完了したと同時に、テロップもHD化。アニメーションも付くようになった。
- 2009年10月の『リアルタイム』のテロップデザイン更新に伴い、『リアルタイムふくい』の方もリニューアル。ヘッドラインはリアルチェックで使用されているものと同一、項目テロップおよび右上テロップ、アイキャッチテロップは東京発と同じものに変更された（アニメーションも同一）。

| FBCテレビ 平日夕方ワイド番組                    | FBCテレビ 平日夕方ワイド番組          | FBCテレビ 平日夕方ワイド番組                                               |
| 前番組                                          | 番組名                                | 次番組                                                                     |
| ----------------------------------------------- | ------------------------------------- | -------------------------------------------------------------------------- |
| 夕方いちばんプラス1                             | NNN Newsリアルタイムふくい （17時台） | おじゃまっテレ （月曜日 - 木曜日）おじゃまっテレFRIDAY（第2部） （金曜日） |
| FBCテレビ 月曜日 - 木曜日夕方のローカルニュース |                                       |                                                                            |
| 夕方いちばんプラス1                             | NNN Newsリアルタイムふくい            | おじゃまっテレ ワイド&ニュース （第2部）                                   |
| FBCテレビ 金曜日夕方のローカルニュース          |                                       |                                                                            |
| 夕方いちばんプラス1                             | NNN Newsリアルタイムふくい （第1期）  | おじゃまっテレFRIDAY （第2部）                                             |
| おじゃまっテレFRIDAY （第2部）                  | NNN Newsリアルタイムふくい （第2期）  | イケてる福井 ワイド&ニュース （第2部）                                     |